# Akureyri
Akureyri je grad smješten na sjevernoj obali Islanda u fjordu Eyjafjörður u regiji Norðurland eystra. 
Akureyri je sveučilišni centar koji je sa svojih 17.573 stanovnika (2010) četvrti grad po veličini na Islandu nakon Reykjavíka, Hafnarfjörðura i Kópavogura. Najveći je grad izvan šireg područja glavnog grada Reykjavíka i drugo po veličini urbano središte na Islandu. 
Nazvan "glavnim gradom Sjevernog Islanda", Akureyri je važna luka i sjedište ribarske i prehrambene industrije.

## Povijest
Norveški Viking Helgi Mršavi (isl. Helgi magri Eyvindarson) naselio se na području u 9. st. Ime Akureyri prvi put se spominje u sudskim bilješkama kada je jedna žena bila osuđena zbog preljuba godine 1562. Tada su jedine građevine u Akureyriju bile trgovine i skladišta danskih trgovaca za koje se smatra da su i osnovali grad 1602. godine. Prva kuća za stanovanje je sagrađena skoro 200 godine kasnije, 1795. godine, a samo 8 godina nakon toga Akureyri je prvi put u povijesti formalno postao mjesto trgovanja zaslugama danskog kralja koji je htio poboljšati uvjete življenja na Islandu. Akureyri je tada imao 12 stanovnika. Kraljevi pokušaji poboljšanja života Islanđana su uglavnom bili bezuspješni. Grad se sporo razvijao, te je 1836. izgubio dozvolu za trgovanje koju je ponovno dobio 1862.
Ime grada je nastalo zbog samog položaja u fjordu gdje se s jedne strane u podnožju planine na relativno malom komadu zemlje smjestio Akureyri koji kao da pluta na svjetlucavoj vodi, te je tako nastalo ime Akur-eyri (isl. akur – polje; eyri – sprud; hrv. polje na sprudu)
Druga teorija nastanka imena govori nam o polju kukuruza za koje se smatra da je postojalo na zaštićenom mjestu u jednom od kanala ili jaruga oblikovanih potocima koji su tekli kroz obrađivane zemlje obližnjih farmi. Ovo je potkrijepljeno i činjenicom da su stanovnici ovoga grada još od samog početka 19. st. bili nadaleko poznati po vrtlarstvu, te je područje grada privlačilo mnoge doseljenike zbog plodnog tla i bujnije vegetacije. 
Stanovnici su malo prije 1800. godine počeli saditi krumpir a nedugo zatim su počela rasti i stabla na sveopće čuđenje svih Islanđana. Lokalnom stanovništvu su ovo zanimanje za biljke i vrtlarstvo pobudili danski trgovci koji su se doseljavali u grad. Lijepo uređeni vrtovi koji su bili prepoznatljiva karakteristika Akureyrija u kasnom 20. st. su očiti primjer danskog utjecaja na grad.
Jedna od karakteristika Akureyrija su bili sprudovi koji su se protezali lukom, a prije ih je bilo čak pet. Četiri su s vremenom nestala prije svega zaslugom stanovnika koji su ih nasipali i tako širili obalu. Ostao je najsjeverniji od njih, Oddeyri, svojevrsni rt gdje je smještena industrijska luka i gdje su ranije trgovci preferirali sidriti brodove. Dubina luke je omogućavala velikim brodovima da se poprilično približe kopnu tako da su manji brodovi na vesla natovareni robom mogli stići do obale za svega nekoliko minuta.  No ni takva sigurna duboka luka nije u potpunosti pridonijela razvoju Akureyrija kao trgovačkog centra jer je veću važnost u tome imalo područje u blizini grada koje je bilo povoljno za poljoprivredu, naročito u dubokim dolinama u unutrašnjosti zaštićenim od vjetra. 
Trgovanje u gradu je bilo u potpunosti orijentirano na Dance koji su željeli kupovati meso i proizvode od vune. U kasnom 19. st. su se farmeri područja Eyjafjörður počeli udruživati s krajnjim ciljem poboljšanja pregovaračkih pozicija s kupcima. Iz ove organizacije se razvila Eyjafjörður Zadruga (KEA) koja je tijekom čitavog 20. st. ostavila utjecaja na Akureyri i imala jak utjecaj u razvoju grada.
Danski trgovci koji su poslovali u Akureyriju su posvećivali jako malo pažnje ribarstvu i tek nakon što su Norvežani započeli drugo naselje u fjordu Eyjafjörður 1867. su stanovnici Akureyrija spoznali da mogu zaraditi mnogo novaca hvatajući ljeti sleđeve (haringe) čija su jata plivala blizu obale uzduž glavne gradske ulice. Nakon ovog značajnog otkrića ljudi su se zainteresirali i za učenje procesa soljenja bakalara. Sada se u Akureyriju nalaze uprave dvije od ukupno pet najvećih islandskih ribarskih kompanija, te grad je jedan od najvećih ribarskih i centara za preradu ribe.

## Zanimljivosti
Botanički vrt (isl.Lystigarðurinn) je poznat po svojim pješačkim stazama i bogatom florom. Osnovala ga je udruga žena 1911., a park je službeno otvoren 1912. i od tada je proširivan tri puta. Danas je rasprostranjen na 3.6 hektara i smješten je na 50 metara nadmorske visine u blizini samog centra Akureyrija. Botanički dio parka je otvoren 1957. U njemu se nalaze skoro sve biljke koje se mogu naći na Islandu, njih otprilike 450 te oko 6000 uvezenih biljaka.
Kip Helgija Mršavog i Thorunn Hyrne prvih naseljenika ovog područja oko godine 890. Nalazi se u ulici Brekkugata u samom središtu grada. Legenda govori da su Helgija roditelji dali na čuvanje na Hebridima i kada su nakon dvije godine došli po njega bio je toliko neuhranjen da su ga jedva prepoznali te su ga prozvali Helgi Mršavi. Odrastao je u Irskoj, te se oženio s Thorunn Rogatom. Otplovili su na Island te se s djecom nastanili u Eyjafjörðuru. Sagradio je farmu na mjestu koje je nazvao Kristness po Kristu.
Crkva u Akureyriju (isl.Akureyrarkirkja) je luteranska crkva koju je projektirao islandski arhitekt Guðjón Samúelsson. Ovaj svojevrsni simbol grada posvećen je godine 1940. Središnji vitraž iznad oltara bio je sastavni dio katedrale u gradu Coventry u Velikoj Britaniji koja je bila teško oštećena u zračnom napadu tijekom Drugog svjetskog rata. Niski (plitki) reljefi na triforiju crkve djelo su kipara Ásmundura Sveinssona, a krstionica je replika rada kipara Bertela Thorvaldsena.
Stari dio grada nalazi se nešto južnije od sadašnjeg centra, te su u njemu sačuvane najstarije građevine poput starog kazališta, stare Osnovne škole, stare bolnice sagrađene 1827. koja je ujedno bila i prva kuća na kat na Islandu. Tu se nalazi i najstarija kuća u Akureyriju, Laxdalshús, sagrađena 1795. godine, te mnogobrojni muzeji od koji su najpoznatiji Sigurhæðir (Memorijalna zaklada Matthías Jochumsson), Nonnahús (Memorijalni muzej Jón Sveinsson), Muzej grada i Muzej industrije. 
Gásir - srednjovjekovno sajmište nalazi se 11 km sjeverno od Akureyrija na obali fjorda. Mjesto se mnogo puta spominje u starim islandskim sagama iz 13. i 14. st. Arheološka istraživanja u zadnjih šest godina su pokazala da je to bilo mjesto trgovanja sve do 16. st., vjerojatno dok trgovina nije započela u Akureyriju. Svake godine u mjesecu srpnju se rekonstruira srednjovjekovni život u Gásiru gdje se uz pomoć islandskih zanatlija odjevenih u srednjovjekovnu odjeću prodaju i rukotvorine te se mogu vidjeti stari zanati bojanja uz pomoć biljnih ekstrakata, prerada vune, šivanje kože i dr.  
Hrísey - biser Eyjafjörðura je otok nasred fjorda Eyjafjörður i drugi je najveći otok na islandu poslije Heimaeya na jugu. Na njemu živi oko 200 stanovnika koji se bave isključivo ribarstvom. Otok je raj za promatrače ptica gdje je najzastupljenija ptica bijelka (lat. Lagopus muta). Otprlike 40 vrsta ptica se gnijezdi na Hríseyu. Sjeverni dio otoka je zaštićeni park prirode koji je u privatnom vlasništvu. Tijekom ljetnih mjeseci moguće je razgledati otok sjedeći u prikolici koju vuče traktor, a sama vožnja kroz naselje i okolicu traje 40 minuta. Trajekt iz mjesta Ásskógssandur povezuje Hrísey s kopnom, a vožnja traje 15 minuta.
Otok Grímsey - biser Arktičkog kruga nalazi se 40 km sjeverno od obale Islanda uz samu Sjevernu polarnicu. S Akureyrijem je povezan redovnom polusatnom zrakoplovnom linijom, te trosatnom trajektnom linijom iz obližnjeg gradića   Dalvíka. Dom je za stotinu ljudi, isključivo ribara i milijun morskih ptica čije glasanje ne prestaje tijekom cijelog dana. Na Grímseyu u tijeku ljeta nema noći sve dok se krajem srpnja sumrak ne počne spuštati oko ponoć. Ptice se gnijezde na visokim liticama po cijelom otoku, a zimi kada je dan veoma kratak obitavaju na otvorenom moru.

## Vanjske poveznice
- Službene stranice grada
- Karta Akureyri